# Obavještajno-sigurnosna agencija Bosne i Hercegovine
Obavještajno-sigurnosna agencija Bosne i Hercegovine (OSA BiH) (deutsch Nachrichten- und Sicherheitsdienst von Bosnien und Herzegowina), allgemein bekannt unter dem Akronym OSA-OBA BiH, ist der wichtigste Geheimdienst von Bosnien und Herzegowina. Er wurde im März 2004 vom bosnischen Parlament gegründet.

## Historie
Die Parlamentarische Versammlung von Bosnien und Herzegowina hat auf der Sitzung des Repräsentantenhauses und des Hauses der Völker im März 2004 das Gesetz über die Einrichtung des Nachrichten- und Sicherheitsdienstes von Bosnien und Herzegowina verabschiedet. Am 1. Juni 2004 nahm die Agentur offiziell ihre Arbeit auf. Der Nachrichten- und Sicherheitsdienst von Bosnien und Herzegowina ist für die Sammlung, Analyse und Verbreitung von nachrichtendienstlichen und sicherheitstechnischen Daten mit dem Ziel verantwortlich, die Souveränität, territoriale Integrität und verfassungsmäßige Ordnung von Bosnien und Herzegowina zu schützen und die allgemeine Sicherheit aller Bürger von Bosnien und Herzegowina zu wahren.
Die Agentur ist verpflichtet, ihre Arbeit im Einklang mit den Bestimmungen der Verfassung von Bosnien und Herzegowina auszuüben, einschließlich der Bestimmungen der Europäischen Konvention zum Schutze der Menschenrechte und Grundfreiheiten und ihrer Protokolle. Die OSA ist eine zivile Nachrichten- und Sicherheitsinstitution, die den Status einer unabhängigen Verwaltungsorganisation von Bosnien und Herzegowina und den Status einer juristischen Person hat. Mit der Gründung der OSA wurden alle zivilen Geheim- und Sicherheitsbehörden, die zuvor in der Föderation Bosnien und Herzegowina und in der Republika Srpska tätig waren, Teil der OSA. Das Gesetz über die Errichtung der OSA sieht vor, dass auf dem Territorium von Bosnien und Herzegowina keine weiteren zivilen Nachrichten- und Sicherheitsdienste errichtet werden oder tätig sein dürfen. Seit ihrer Gründung befindet sich die Agentur in Sarajevo, in der Mehmeda Spahe Straße 7. Die Nachrichtenagentur verfügt zudem über mehrere Außenstellen in ganz Bosnien und Herzegowina.

## Aufgaben und Funktion
Der Landesnachrichtendienst hat folgende Aufgaben:
- Informationen aus dem Ausland zum Zwecke der nationalen Sicherheit sammeln
- nachrichtendienstliche Tätigkeiten zum Schutz der Integrität, Unabhängigkeit und verfassungsmäßigen Ordnung durchführen
- Informationen über terroristische Aktivitäten, die Herstellung und den Handel mit Betäubungsmitteln, die Herstellung von Massenvernichtungswaffen und Verbrechen gegen die Umwelt sammeln
- Informationen über organisierte Kriminalität sammeln, die die nationale Sicherheit gefährden

## Beziehung zu anderen staatlichen Institutionen
Institutionelle Stellung des Landesnachrichtendienstes und Beziehungen zu anderen staatlichen Stellen:
Die OSA untersteht dem Ministerpräsidenten. Sein Leiter wird vom Präsidenten der Republik auf Anraten des Premierministers ernannt und entlassen.
Die OSA agiert in diesem Kontext, und obwohl sie als „im Allgemeinen unter effektiver ziviler Kontrolle“ identifiziert wurde (Außenministerium der Vereinigten Staaten, 2004), wird die Agentur immer noch mit verschiedenen Missbräuchen innerhalb des Landes in Verbindung gebracht und spielt weiterhin eine bedeutende Rolle in der Innenpolitik. Die bosnische Regierung hat Unterstützung von den Vereinigten Staaten und europäischen Staaten erhalten, um nationale Institutionen aufzubauen oder zu reformieren, einschließlich ihrer Nachrichten- und Sicherheitsdienste.